# Piper pitalitoense
Piper pitalitoense är en pepparväxtart som beskrevs av Truman George Yuncker. Piper pitalitoense ingår i släktet Piper och familjen pepparväxter. Inga underarter finns listade i Catalogue of Life.